# Ottakringer Straße

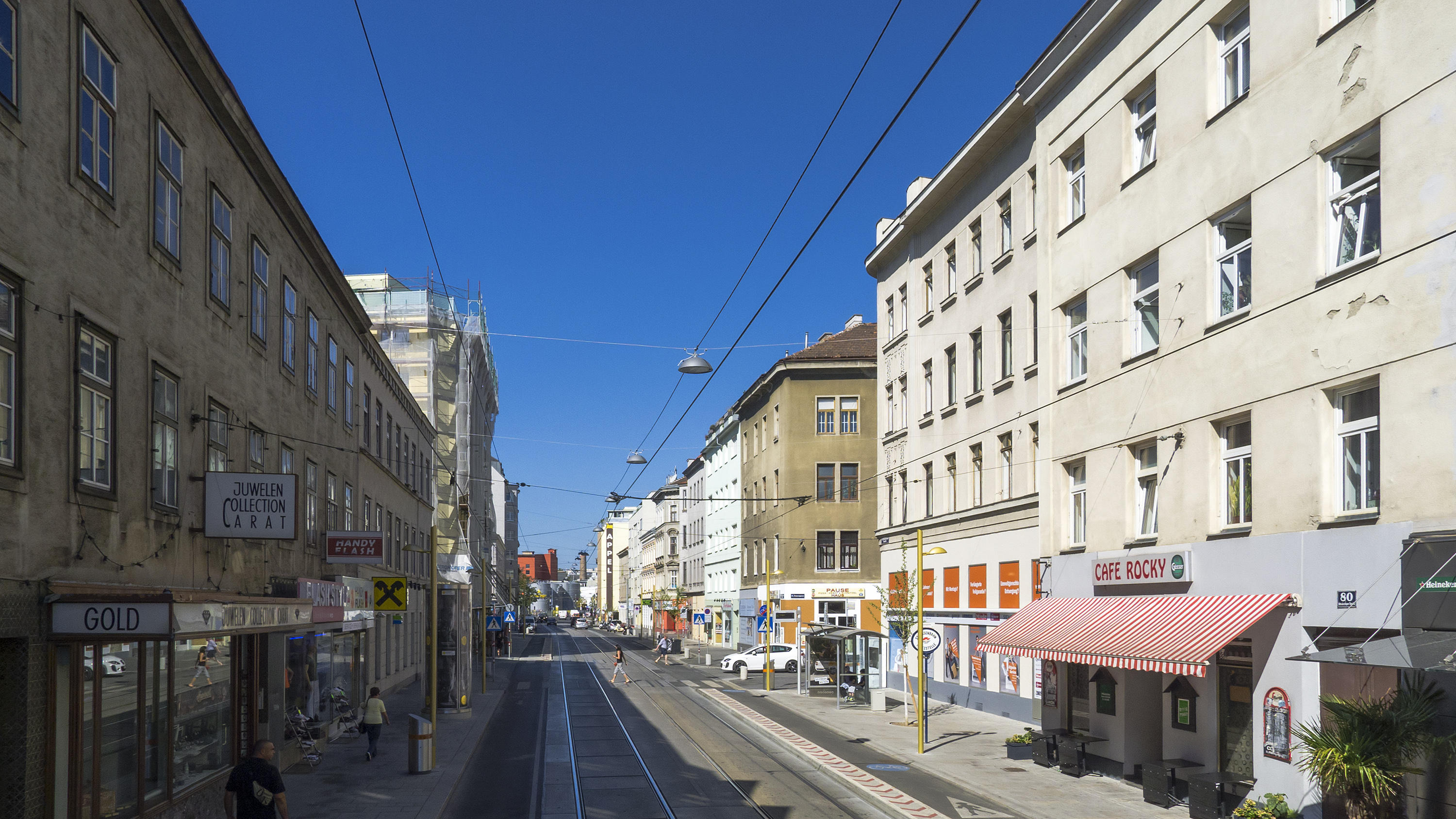
Die Ottakringer Straße bei der Frauengasse nach der Umgestaltung im Jahr 2013

Die Ottakringer Straße ist eine teilweise an der Grenze der Wiener Gemeindebezirke Ottakring und Hernals gelegene Geschäftsstraße im Westen der Bundeshauptstadt. An ihr befindet sich einer der bekanntesten Betriebe Wiens, die Ottakringer Brauerei, heute die einzige große Brauerei der Stadt.
Im östlichen Teil der Straße zwischen Gürtel und Ottakringer Brauerei hat die Straße Einkaufsstraßenfunktion, stadtauswärts nimmt diese ab. Der historische Ort Ottakring ist allerdings entlang der äußeren Ottakringer Straße entstanden, bevor um 1850 der innere, zentrumsnähere Teil der Straße entwickelt wurde.

## Lage
Bis 1905 verliefen die Bezirksgrenzen 16 und 17 einen Häuserblock östlich (= innerhalb) des Gürtels, dann wurden sie an diesen verlegt. Die Ottakringer Straße beginnt seither mit den Häusern Nr. 5 und Nr. 10, da keine Neunummerierung erfolgte. Die alten Nr. 1 bis 4, 6 und 8 wurden in die Alser Straße integriert.
Der erste Häuserblock westlich des Gürtels zählt an beiden Straßenseiten zum 17. Bezirk. Daran anschließend verläuft von den Häusern Nr. 17 bzw. 24 bis 91 bzw. 100 die Bezirksgrenze 16 / 17 in der Mitte der Ottakringer Straße (Häuser mit ungeraden Nummern im 16., mit geraden im 17. Bezirk). Es folgt der Johann-Nepomuk-Berger-Platz mit eigenen Hausnummern; seine nördliche Häuserfront zählt zum 17. Bezirk. Westlich davon befinden sich beide Straßenseiten der Ottakringer Straße im 16. Bezirk.

## Entstehungsgeschichte
In ihrer heutigen Form entstand die Ottakringer Straße in der zweiten Hälfte des 19. Jahrhunderts. Damals befand sich hier die Grenze zwischen dem noch eigenständigen Vorort Hernals nördlich der Straße und einem Exerzierplatz südlich der Straße (1872 aufgelöst und verbaut, siehe dazu auch Yppenviertel). Durch die Straße fuhr ab 1865 die erste Pferdetramwaylinie Wiens zwischen Schottengasse und Hernals, Wattgasse. Zur heutigen Benennung des vormals schlicht „Hauptstraße“ genannten Verkehrswegs kam es 1894, nach der 1890 bis 1892 erfolgten Eingemeindung des Vororts als 16. Bezirk in die Stadt Wien.

## Öffentlicher Verkehr
Seit 2017 verkehrt durch nahezu die gesamte Ottakringer Straße (vom Gürtel bis zur Montleartstraße) die Straßenbahnlinie 44, die beim Schottentor beginnt.

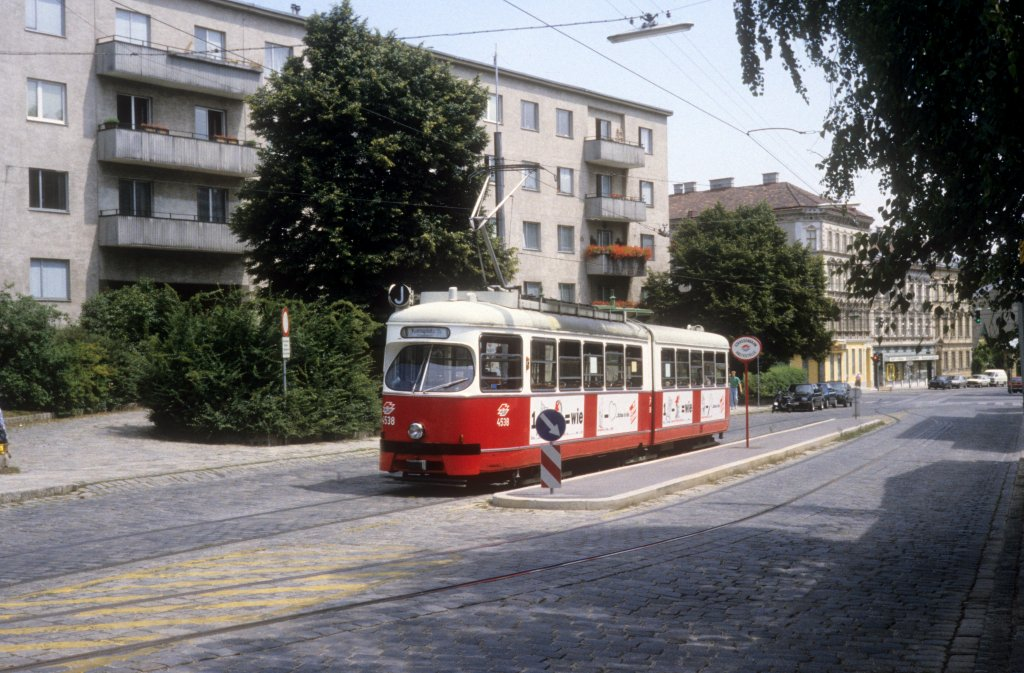
Im Jahr 1992 endet noch die Linie J am Ende der Ottakringer Straße; seit 2017 befindet sich hier die stadtauswärtige Endstation der Linie 44

Davor verkehrte die Linie 44 seit 1907 nur durch die innere Ottakringer Straße und dann weiter nach Dornbach. Den äußeren Teil der Straße bediente seit 1907 die Linie J, bis 1984 über die Ringstraße nach Erdberg am Rand des Praters führend, dann bis 2008 nur mehr bis zum U-Bahn-Knotenpunkt Karlsplatz, dann durch die Linie 2 ersetzt, die über einen Teil der Ringstraße bis in den 20. Bezirk verkehrt.

## Niedergang als Geschäftsstraße

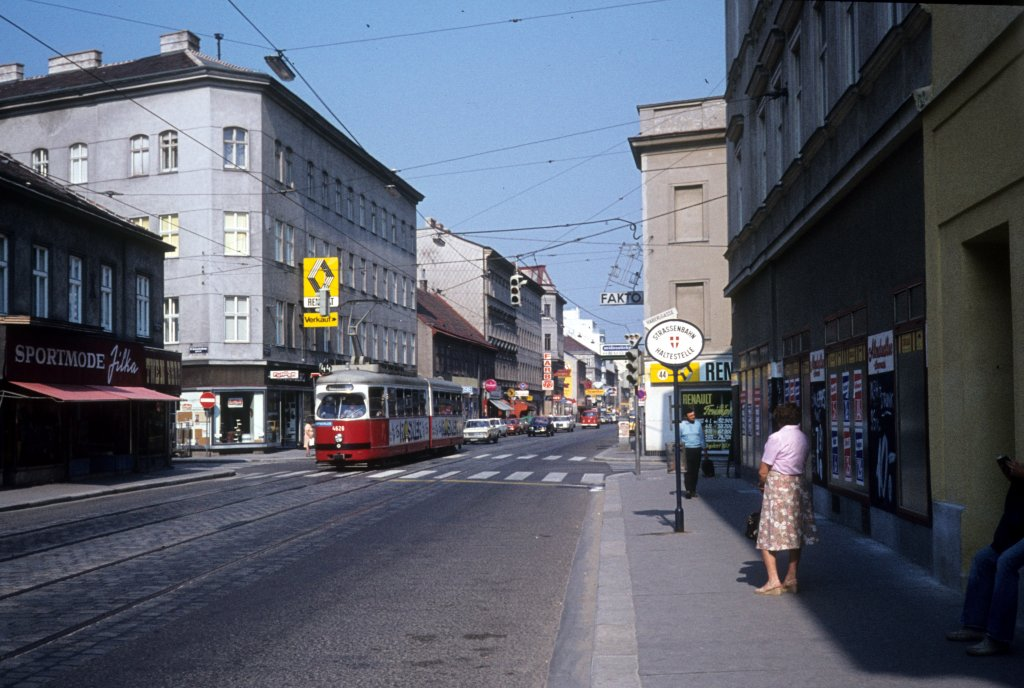
Die Ottakringer Straße (Höhe Haberlgasse) in den späten 1970er Jahren

Im späten 20. Jahrhundert erging es der Ottakringer Straße ähnlich wie anderen Wiener Einkaufsstraßen. Um 1970 führte der an seinem Höhepunkt angelangte Massenkonsum zwar noch zu einer Blütezeit der Einkaufsstraßen. Die Ölpreiskrise von 1973 führte schließlich zu einem Abflauen des Konsums. Die Eröffnung der Shopping City Süd (1976) markierte einen Wandel im Konsumverhalten, der vonseiten der Politik etwa durch den Ausbau hochrangiger Infrastruktur für den motorisierten Individualverkehr gefördert wurde.
Im Umfeld der Ottakringer Straße kam es im selben Jahrzehnt zu einem Bevölkerungsrückgang von rund zehn Prozent. Eine Mietsrechtsreform (1982), die ein „angemessenes“ Erhöhen der Geschäftslokalmieten erlaubte, führte zu erhöhtem Lokalleerstand. Auch das 1990 auf einem ehemaligen Fabriksareal eröffnete Einkaufszentrum Lugner City trug zum Abzug der Kaufkraft aus den Einkaufsstraßen der Wiener Westbezirke bei.

## Bedeutungswandel

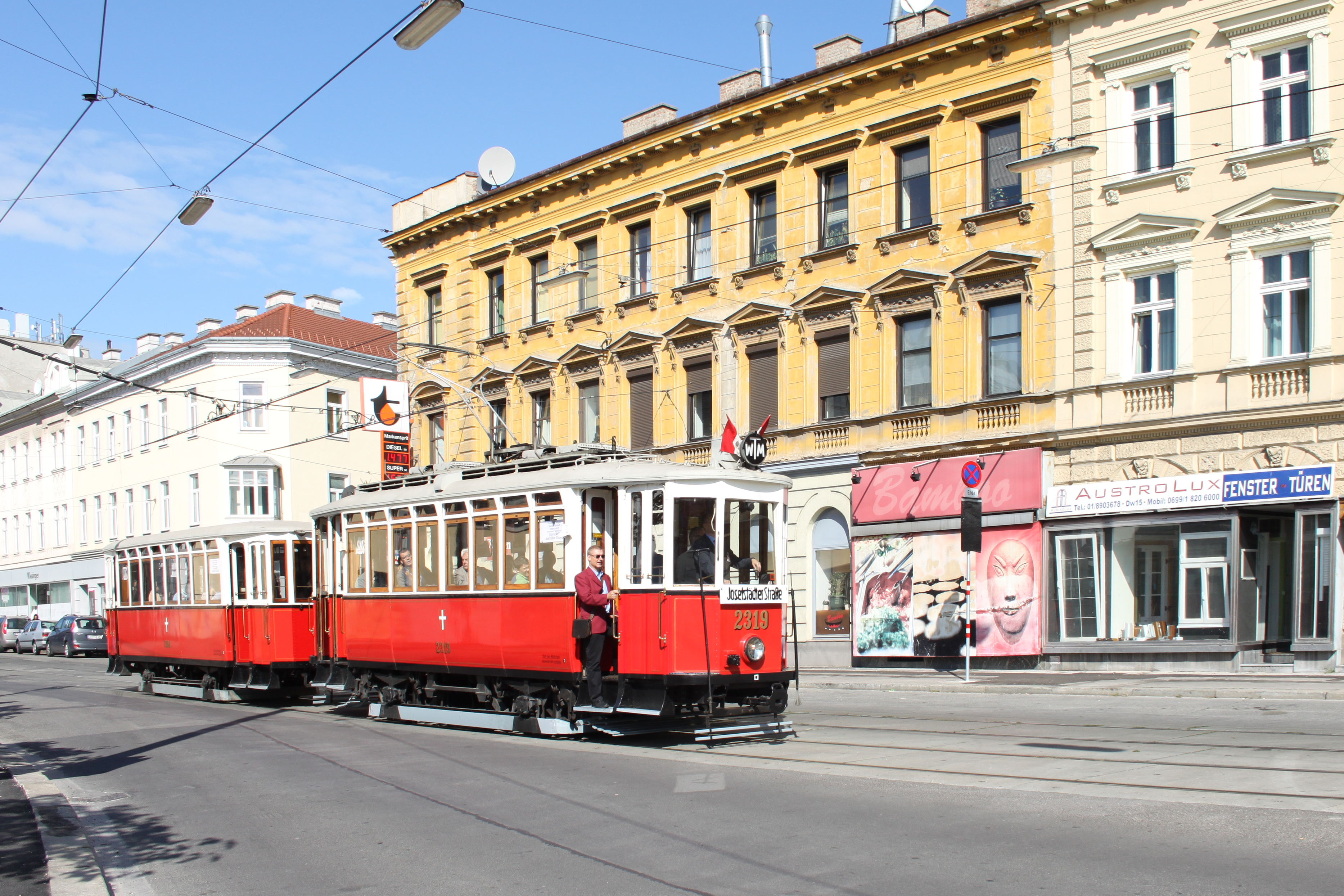
Die Ottakringer Straße 2012, unmittelbar vor der Neugestaltung des Zentralbereichs; Sonderfahrt einer historischen Garnitur zum „Tramwaytag“

Mitte der 1990er Jahre begann die Entwicklung zur Fortgehmeile für die infolge der Jugoslawien-Konflikte zahlreicher gewordene „Turbofolk“-Community. Das erstmals 1999 abgehaltene Kunstfestival „SoHo in Ottakring“ machte das Umfeld der Ottakringer Straße, insbesondere den Yppenplatz, unterdessen für ein alternatives Publikum interessanter. 2002 kam es dort zu einem Beteiligungsverfahren für eine durch EU-Förderungen (URBAN Gürtel) ermöglichte Neugestaltung. Wurde die Ottakringer Straße zu Anfang des 21. Jahrhunderts noch als „gefährlichste Straße Wiens“ bezeichnet, kam es anlässlich der EM 2008 zu einem Imagewandel.
„Während auf der offiziellen Fanmeile in der Innenstadt, bei überhöhten Getränkepreisen und unter argwöhnischer Beobachtung durch Security-Bedienstete, kaum Stimmung aufkam, fand die wahre Fußball-Party hier in Ottakring statt, wo österreichische Türken, Serben, Kroaten und Fußball-Touristen gemeinsam feierten.“ Der Imagewandel wurde durch das Etablieren weiterer Institutionen im Kultur- und Sozialbereich im Umfeld der Ottakringer Straße (z. B. 2007 Brunnenpassage, 2008 Verlagshaus Hernals, 2010 VinziShop) vorangetrieben.

## Neugestaltung
Die Ottakringer Straße wurde 2012/2013 nach einem ab 2011 abgehaltenen Bürgerbeteiligungsverfahren neu gestaltet. Die Ziele des Projekts waren „mehr Platz, mehr Grün, mehr Lebensqualität und mehr Sicherheit für Fußgängerinnen und Fußgänger sowie Radfahrerinnen und Radfahrer.“ Die Oberflächengestaltung sollte zur Attraktivierung des öffentlichen Raums führen. Das Projekt wurde mehrheitlich als gelungene gestalterische Aufwertung rezipiert. Eine Wochenzeitung bezeichnete das Endprodukt als „Wiens modernsten Boulevard“. Auch unter Flanierpublikum und Gewerbetreibenden kam es zu rascher Aneignung.
Ein Hauptkritikpunkt der Anrainer waren die aus ihrer Sicht zu zaghaften Verkehrsberuhigungsmaßnahmen. Beschwerden über den nächtens zeitweise hohen Lärmpegel (siehe dazu Eintrag Cruisen) mündeten 2015 in einen medienwirksamen „Pyjama-Protest“. Im Folgejahr wurden Materialschäden an den neuen Stadtmöbeln festgestellt und als Schönheitsfehler der Neugestaltung bezeichnet.

## Adressen
An der Ottakringer Straße sind zahlreiche historische Adressen nennenswert. Felix Czeikes Wiener Bezirkskulturführer 16 weist dazu 20 Eintragungen auf, unter anderen:
- Nr. 19: Gedenktafel für Franz Paul Fiebrich
- Nr. 91: Ottakringer Brauerei
- Nr. 118–120: Palais Kuffner. Familie Kuffner war bis 1938 Eigentümerin der gegenüber liegenden Brauerei.
- Nr. 161 und Nr. 176: Jugendstilhäuser
- Nr. 192, Nr. 222 und Nr. 234: Altottakringer Hauerhaus
- Bei Nr. 213: Alt-Ottakringer Pfarrkirche[12]
- Nr. 224: „Zur 10er Marie“, historische Buschenschank
- Nr. 235: ehemals Erste Wiener Kindermilch-Anstalt (bis auf die Kornhäusel-Villa abgerissen)[13]
- Nr. 242: ehemals Ottakringer Freihof, 1964/1965 abgerissen
- Nr. 260: Grenzstein des Abtes des Schottenstiftes von 1537

## Galerie

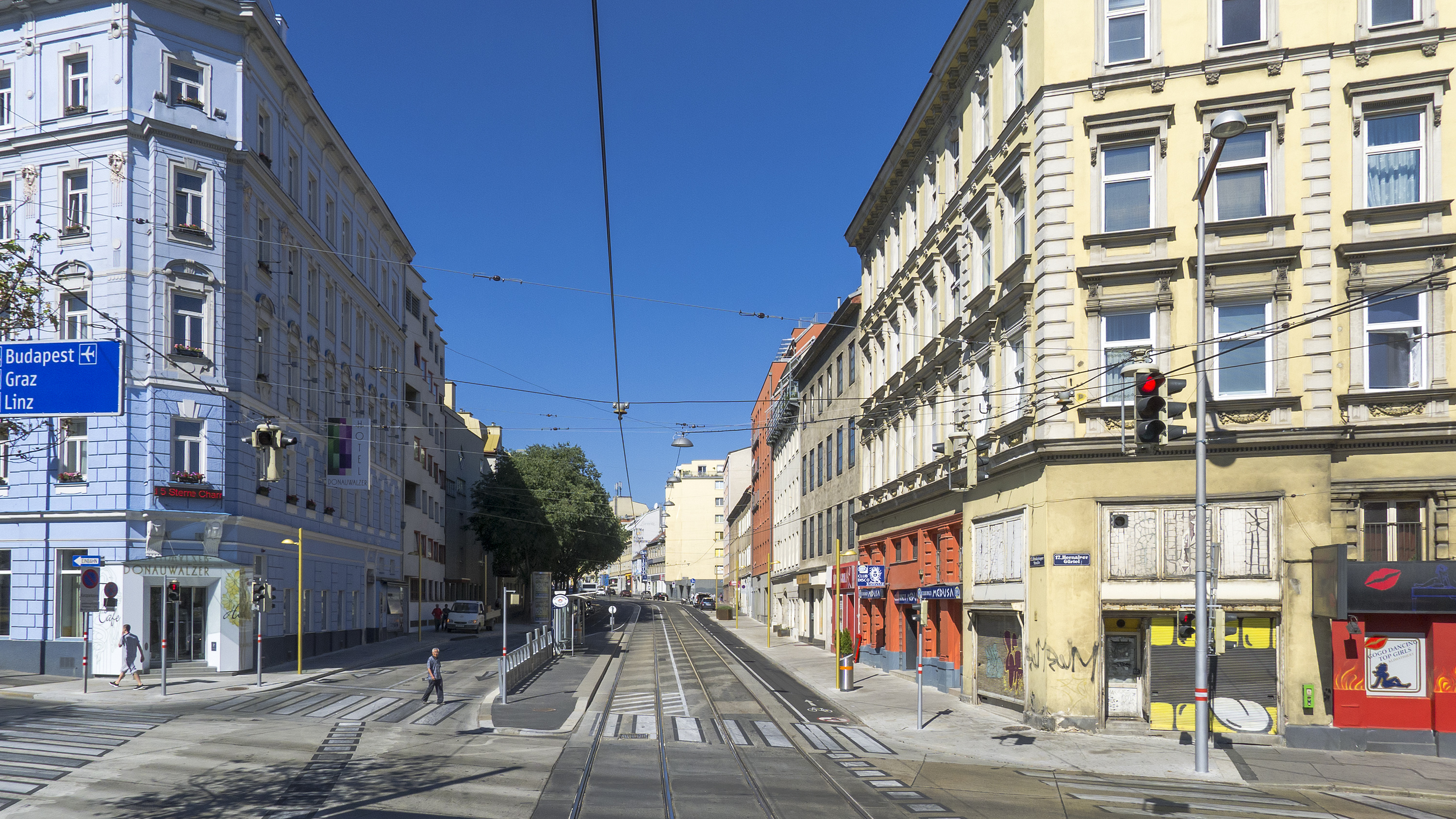
Der Beginn der Straße beim Hernalser Gürtel
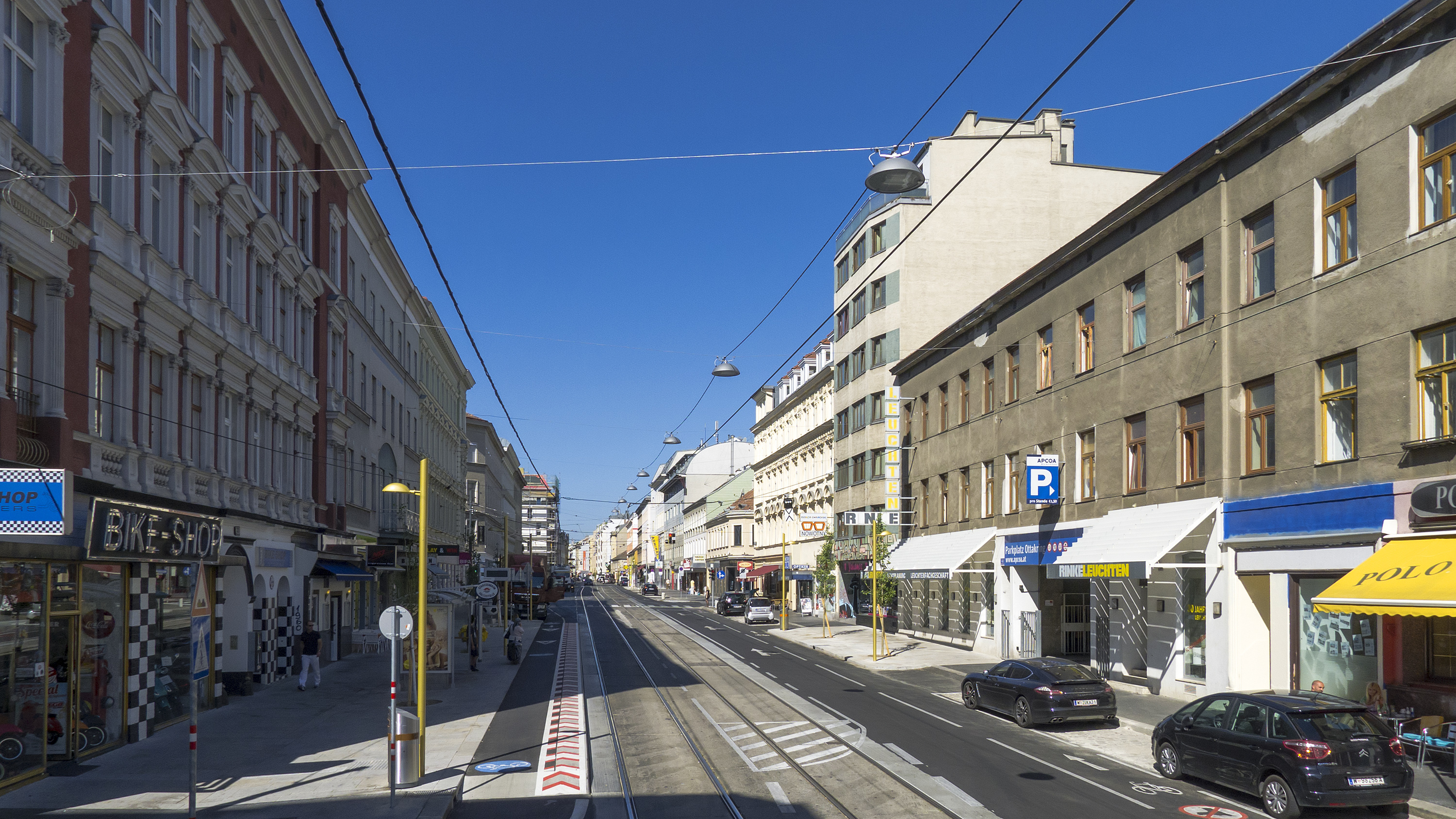
Bei der Yppengasse
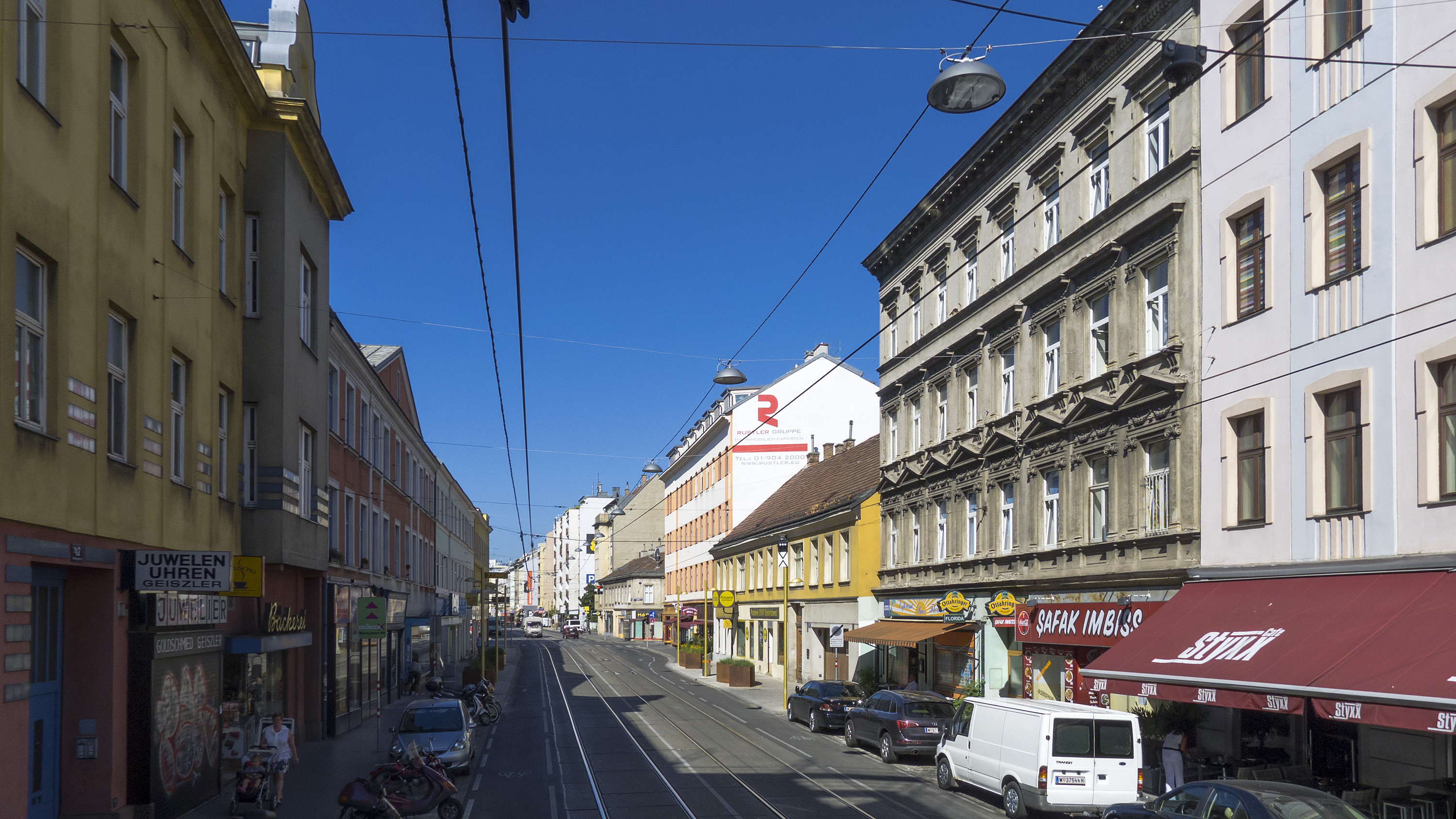
Bei der Steinergasse
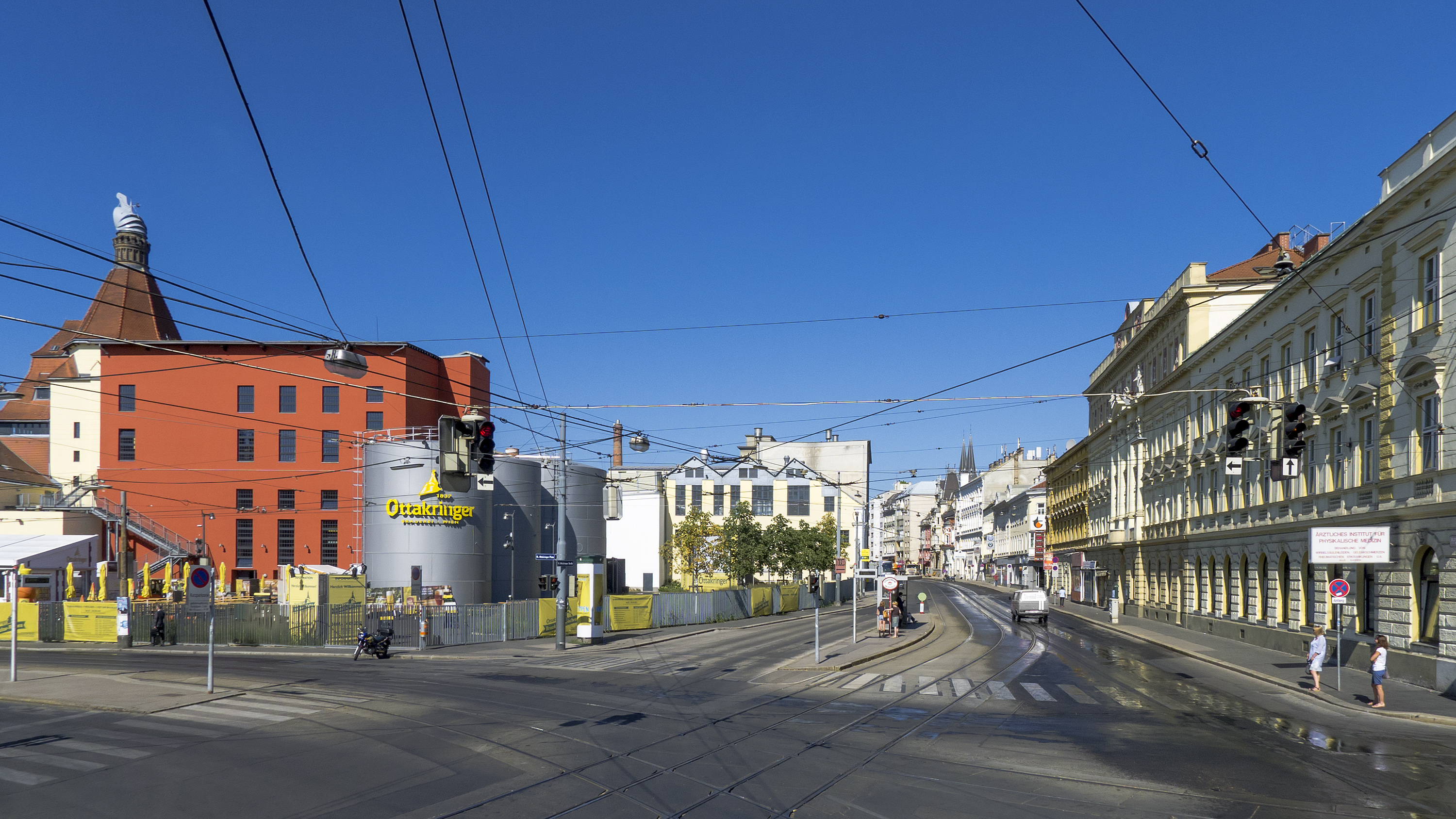
Beim Johann-Nepomuk-Berger-Platz
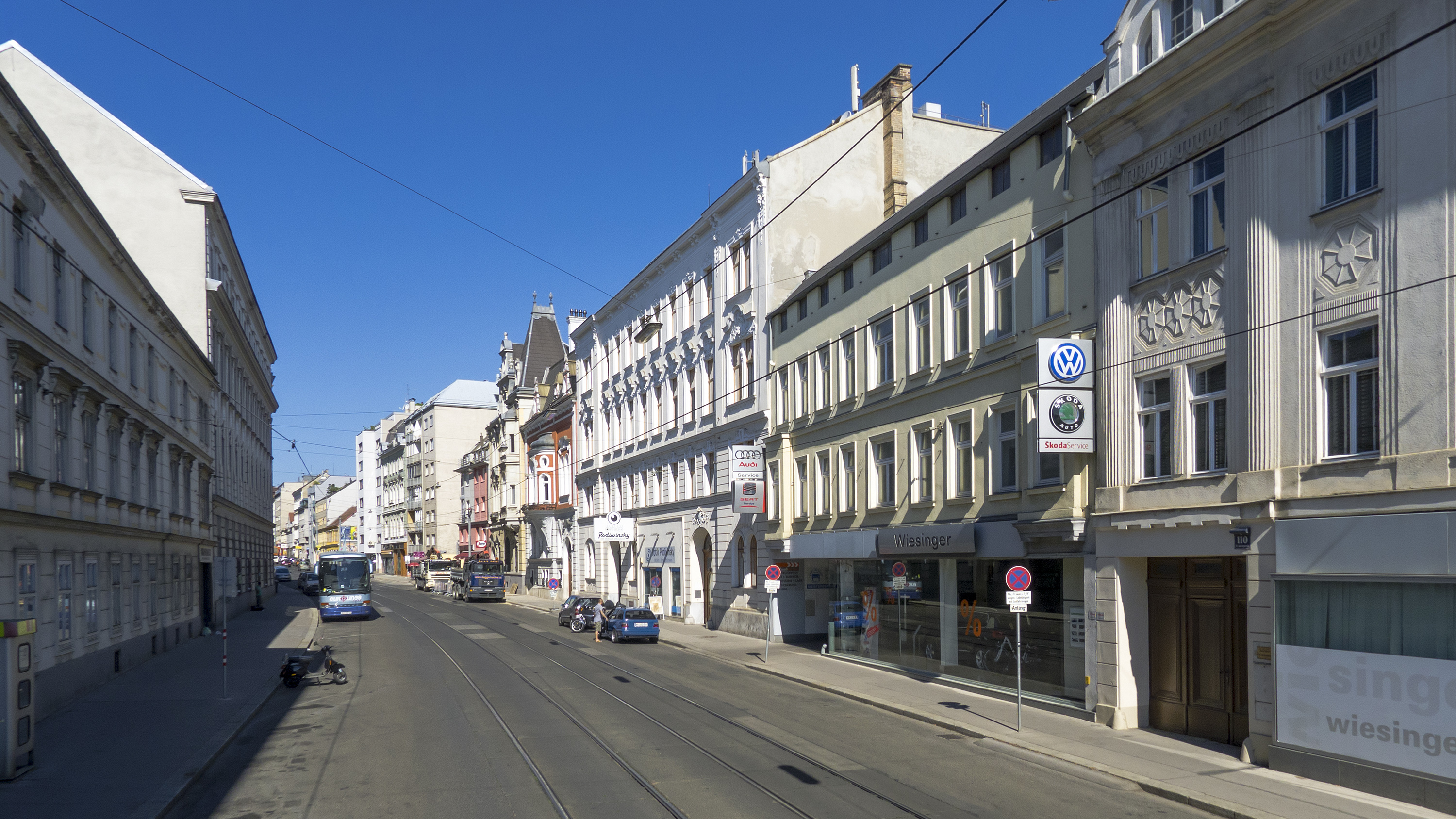
Bei Nr. 93
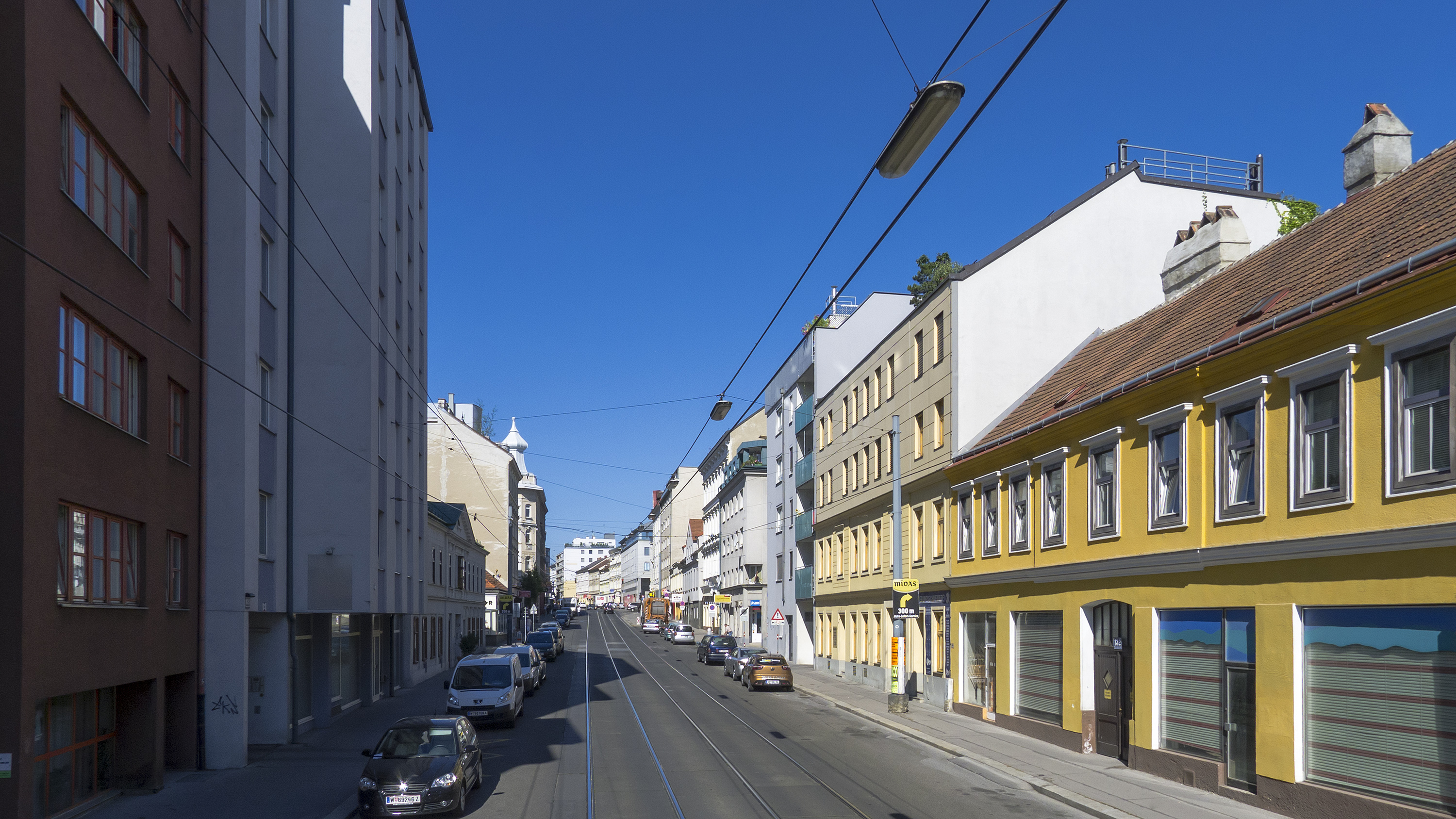
Bei der Eisnergasse
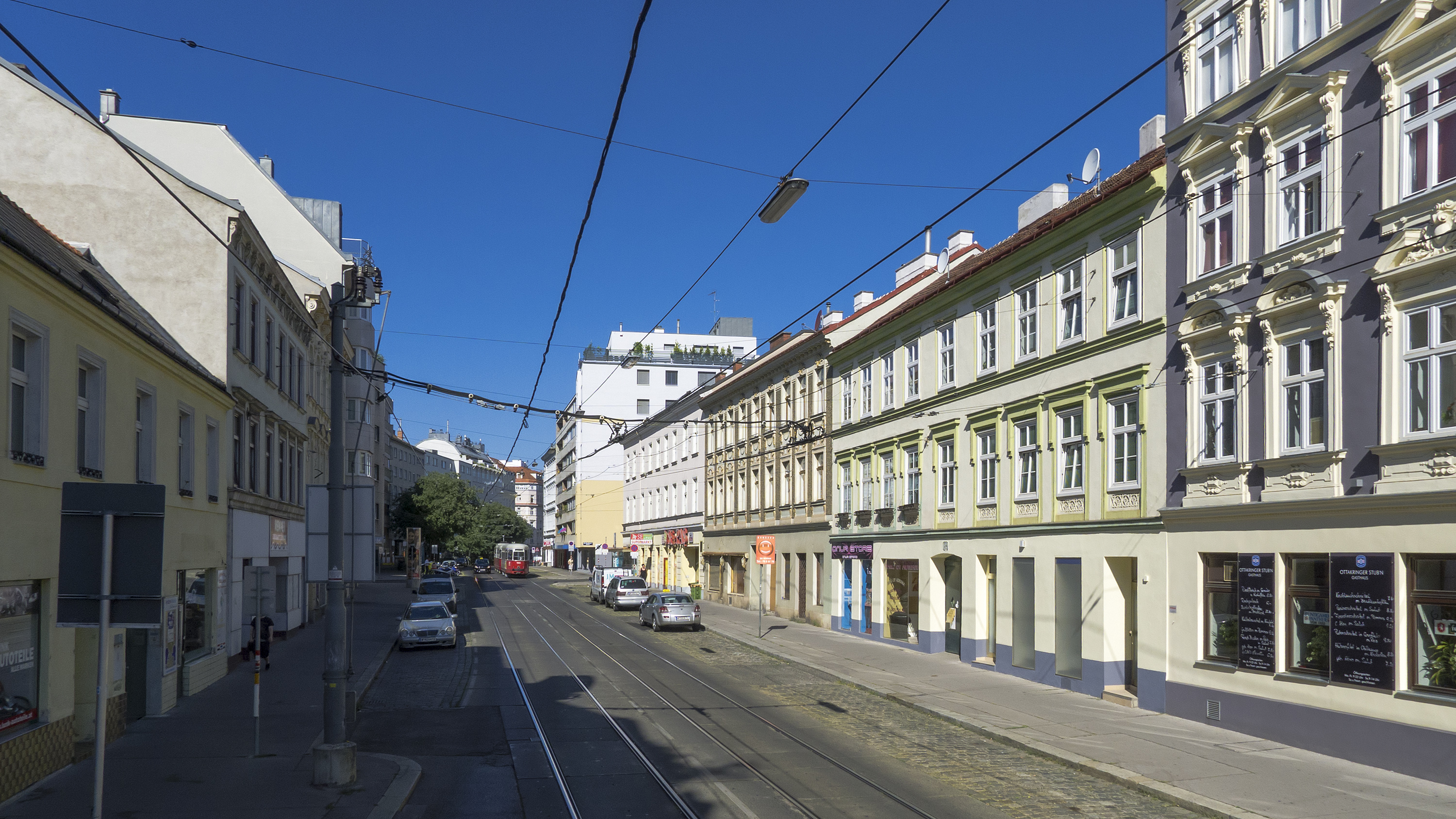
Bei der Wattgasse
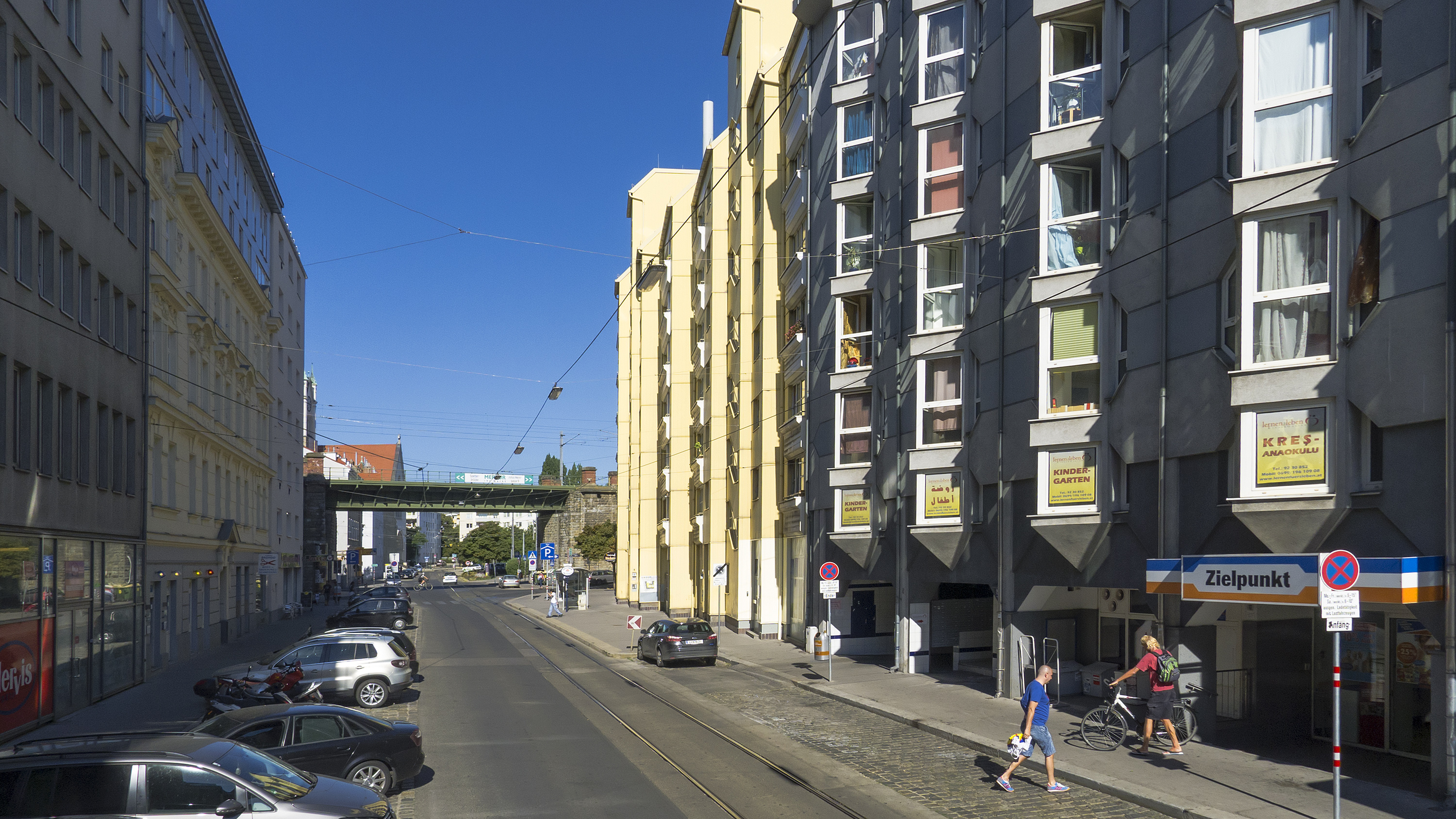
Bei der Paltaufgasse
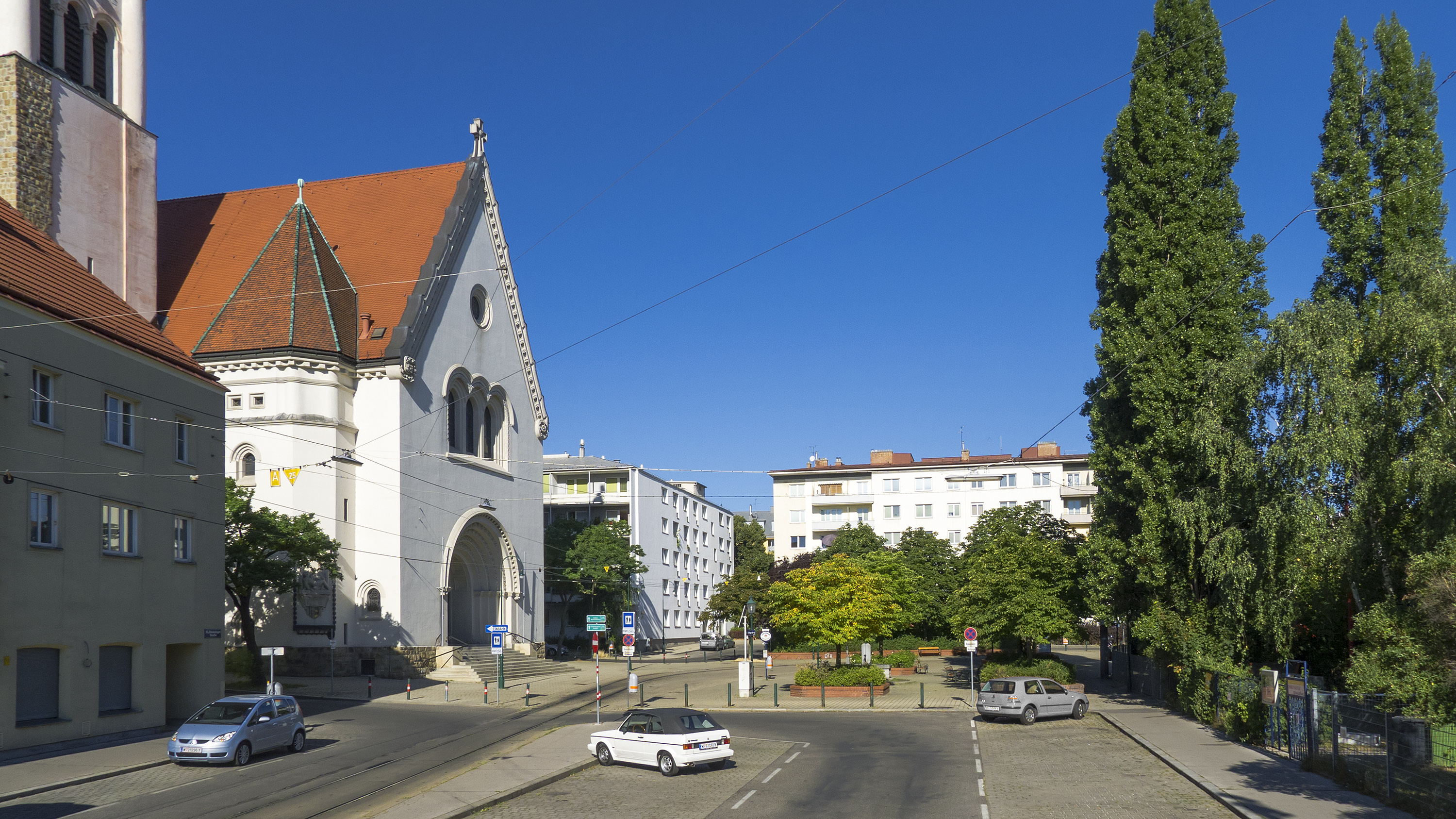
Bei der Roseggergasse
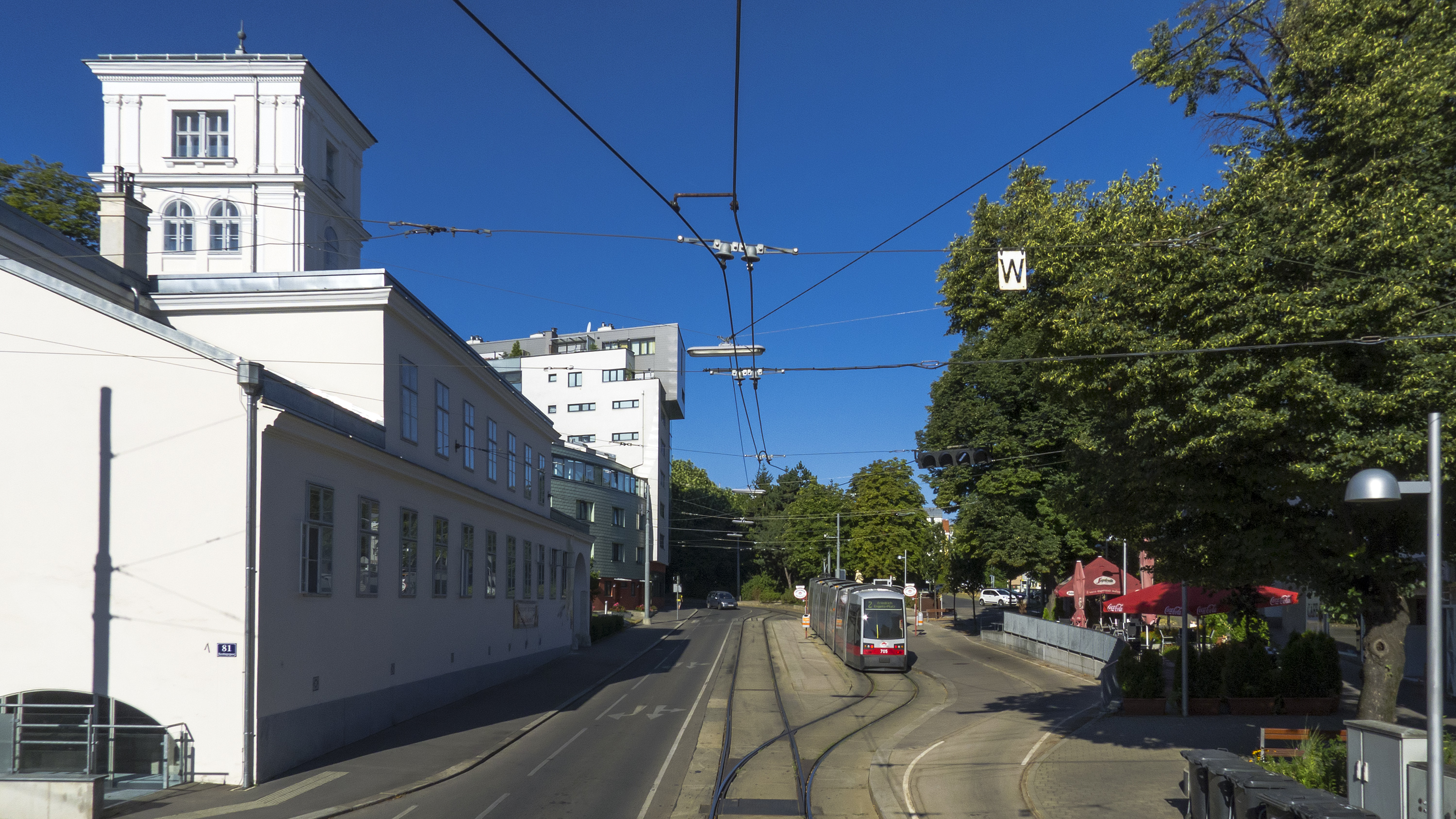
Das Ende der Straße bei der Maroltingergasse